# ライヴ・アット・ケルヴィン・ホール
『ライヴ・アット・ケルヴィン・ホール』（The Kinks Live at Kelvin Hall）は、1968年にリリースされたザ・キンクスのライブアルバム。アメリカでは『The Live Kinks』のタイトルで1967年に発売された。
スコットランド、グラスゴーのケルヴィン・ホールで1967年4月1日に行われたライヴの実況録音盤とされるが、「ユー・リアリー・ガット・ミー」の直前に観客が「ハッピー・バースデイ」を歌っている場面なども収録されている。

## 曲目
1. エンド・オブ・ザ・デイ - Till The End of The Day
2. ウェル・リスペクテッド・マン - A Well Respected Man
3. とても美しい - You're Looking Fine
4. サニー・アフタヌーン - Sunny Afternoon
5. ダンディ - Dandy
6. アイム・オン・アン・アイランド - I'm on an Island
7. カム・オン・ナウ - Come on Now
8. ユー・リアリー・ガット・ミー - You Really Got Me
9. メドレー - Medley
  - ミルク・カウ・ブルース - Milk Cow Blues
  - バットマンのテーマ - Batman Theme
  - ウェイティング・フォー・ユー - Tired Waiting For You
  - ミルク・カウ・ブルース - Milk Cow Blues

ボーナス・トラック - ステレオ・アルバム
1. エンド・オブ・ザ・デイ - Till The End of The Day
2. ウェル・リスペクテッド・マン - A Well Respected Man
3. とても美しい - You're Looking Fine
4. サニー・アフタヌーン - Sunny Afternoon
5. ダンディ - Dandy
6. アイム・オン・アン・アイランド - I'm on an Island
7. カム・オン・ナウ - Come on Now
8. ユー・リアリー・ガット・ミー - You Really Got Me
9. メドレー - Medley
  - ミルク・カウ・ブルース - Milk Cow Blues
  - バットマンのテーマ - Batman Theme
  - ウェイティング・フォー・ユー - Tired Waiting For You
  - ミルク・カウ・ブルース - Milk Cow Blues

- UK release: 1968年1月12日 (Pye NPL-18191 mono: NSPL-18191 stereo)
- US release: 1967年8月 (Reprise R-6260 mono: RS-6260 stereo)